# Brian Elliott
Brian Elliott (* 9. April 1985 in Newmarket, Ontario) ist ein ehemaliger kanadischer Eishockeytorwart, der im Verlauf seiner aktiven Karriere zwischen 2003 und 2023 unter anderem 591 Spiele für die Ottawa Senators, Colorado Avalanche, St. Louis Blues, Calgary Flames, Philadelphia Flyers und Tampa Bay Lightning in der National Hockey League bestritten hat. Im Jahr 2012 gewann Elliott gemeinsam mit Jaroslav Halák die William M. Jennings Trophy.

## Karriere

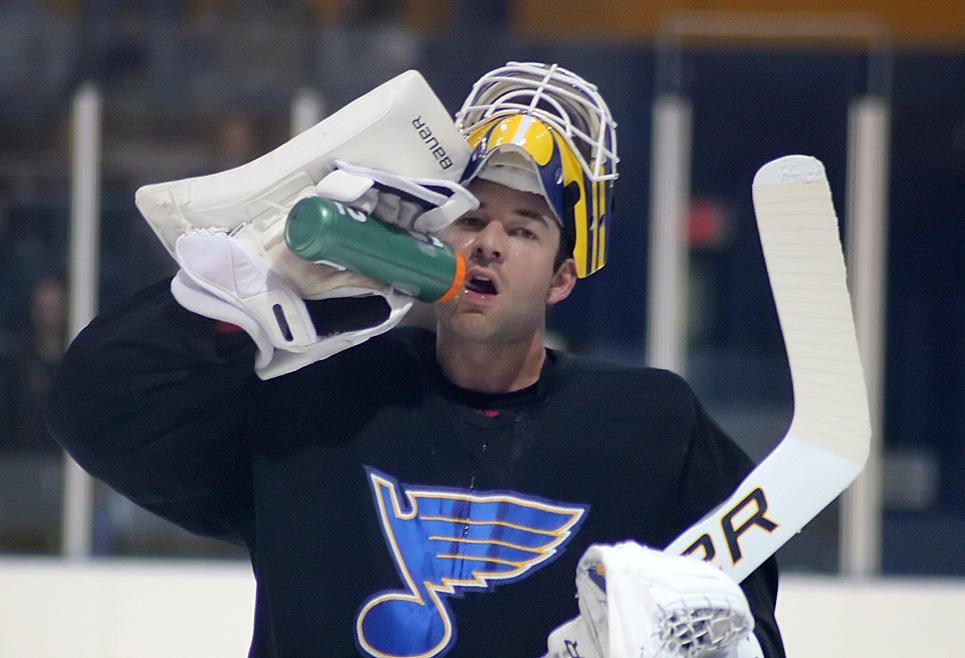
Elliott im Trikot der St. Louis Blues (2011)

Brian Elliott begann seine Karriere als Eishockeyspieler in der Mannschaft der University of Wisconsin–Madison, für die er von 2003 bis 2007 in der National Collegiate Athletic Association aktiv war. Zuvor war er bereits als Spieler der zweitklassigen Juniorenmannschaft Ajax Axemen aus der Ontario Junior Hockey League im NHL Entry Draft 2003 in der neunten Runde als insgesamt 291. Spieler von den Ottawa Senators ausgewählt worden.
Für deren Farmteam aus der American Hockey League, die Binghamton Senators, gab der Schlussmann in der Saison 2006/07 sein Debüt im professionellen Eishockey, als er acht Mal zwischen den Pfosten stand. In der folgenden Spielzeit stand Elliott ein Mal in der National Hockey League für Ottawa auf dem Eis, verbrachte den Rest der Saison jedoch erneut bei deren Farmteam, während er sich in der Saison 2008/09 auf 31 Einsätze steigern konnte, bei denen er seinem Team 16 Mal zu einem Sieg verhalf. Am 18. Februar 2011 wurde Elliott von den Senators zur Colorado Avalanche transferiert. Ottawa erhielt im Gegenzug Torhüter Craig Anderson. Sein am Ende der Saison 2010/11 auslaufender Vertrag wurde nicht verlängert. Als Free Agent unterzeichnete Elliott am 1. Juli 2011 einen Kontrakt bei den St. Louis Blues, wo er in der Saison 2011/12 zwei Franchiserekorde aufstellte (9 Shutouts in einer Saison und 241:33 Minuten in Folge ohne Gegentor) und zum NHL All-Star Game eingeladen wurde. Zudem gewann er zusammen mit Jaroslav Halák die William M. Jennings Trophy (Torhüter-Duo mit den wenigsten Gegentoren in der regulären Saison).
Im Juni 2016 wurde Elliott nach knapp fünf Jahren in St. Louis an die Calgary Flames abgegeben, die im Gegenzug ein Zweitrunden-Wahlrecht für den NHL Entry Draft 2016 sowie ein Drittrunden-Wahlrecht für den NHL Entry Draft 2018 nach St. Louis schickten. Nach nur einem Jahr in Calgary wurde sein auslaufender Vertrag von den Flames jedoch nicht verlängert, sodass er sich im Juli 2017 als Free Agent den Philadelphia Flyers anschloss. Dort unterzeichnete er einen Zweijahresvertrag mit einem Jahresgehalt von 2,75 Millionen US-Dollar, der im Oktober 2020 um eine weitere Saison verlängert wurde. Anschließend wechselte er im Juli 2021 als Free Agent zu den Tampa Bay Lightning. In den anschließenden Playoffs 2022 erreichte er mit dem Team das Endspiel um den Stanley Cup – für Tampa nach bereits zwei Titeln das dritte in Folge – verpasste dabei jedoch den erneuten und für ihn ersten Erfolg durch eine 2:4-Niederlage gegen die Colorado Avalanche. Nach der Saison 2022/23 wurde sein auslaufender Vertrag in Tampa nicht verlängert und der Torwart trat danach nicht mehr im professionellen Eishockey in Erscheinung.

## Erfolge und Auszeichnungen
| - 2006 WCHA Second All-Star Team - 2006 NCAA Division-I-Championship mit der University of Wisconsin–Madison - 2006 NCAA Championship All-Tournament Team - 2006 NCAA West First All-American Team | - 2007 WCHA Second All-Star Team - 2012 Teilnahme am NHL All-Star Game - 2012 William M. Jennings Trophy (gemeinsam mit Jaroslav Halák) - 2015 Teilnahme am NHL All-Star Game |

## Karrierestatistik
(Legende zur Torhüterstatistik: GP oder Sp = Spiele insgesamt; W oder S = Siege; L oder N = Niederlagen; T oder U oder OT = Unentschieden oder Overtime- bzw. Shootout-Niederlage; Min. = Minuten; SOG oder SaT = Schüsse aufs Tor; GA oder GT = Gegentore; SO = Shutouts; GAA oder GTS = Gegentorschnitt; Sv% oder SVS% = Fangquote; EN = Empty Net Goal; 1 Play-downs/Relegation; Kursiv: Statistik nicht vollständig)